# Miothyrsocera castanea
Miothyrsocera castanea är en kackerlacksart som först beskrevs av Karlis Princis 1965.  Miothyrsocera castanea ingår i släktet Miothyrsocera och familjen småkackerlackor.
Artens utbredningsområde är Tanzania. Inga underarter finns listade i Catalogue of Life.